# 克拉克鎮區 (明尼蘇達州法里博縣)
克拉克鎮區（英語：Clark Township）是位於美國明尼蘇達州法里博縣的一個行政鎮區。

## 地方資料
克拉克鎮區的面積為87.95平方千米，當中陸地面積為87.49平方千米，而水域面積為0.46平方千米。根據2020年美國人口普查的數據，當地共有人口256人，而人口密度為每平方千米2.91人。